# O Pentágono
O Pentágono é a sede do Departamento de Defesa dos Estados Unidos, localizado no condado de Arlington, Virgínia, através do rio Potomac, em Washington, D.C. Como um símbolo das Forças Armadas dos EUA, o Pentágono é frequentemente utilizado metonimicamente para se referir ao Departamento de Defesa.
O prédio foi projetado pelo arquiteto norte-americano George Bergstrom (1876-1955) e construído pelo empreiteiro geral John McShain da Filadélfia. As obras começaram em 11 de setembro de 1941 e o edifício foi inaugurado em 15 de janeiro de 1943. O General Brehon Somervell foi a principal força motriz por trás do projeto; o coronel Leslie Groves foi responsável pela supervisão do projeto para o Exército dos Estados Unidos.
O Pentágono é um dos maiores edifícios de escritórios do mundo, com cerca de 600 mil metros quadrados, dos quais 340 mil m² são usados como escritórios. Cerca de 23 mil funcionários militares e civis e cerca de 3 mil equipes de apoio trabalham no local. Ele tem cinco lados, cinco andares acima do solo, dois pisos subterrâneos e cinco corredores em anel por andar com um total de 28,2 km de extensão. A estrutura inclui uma praça central de 20 mil m², que também tem a forma de um pentágono e é informalmente conhecida como "ground zero", um apelido que teve origem durante a Guerra Fria na presunção de que seria um alvo da União Soviética na eclosão de uma guerra nuclear.
Em 11 de setembro de 2001, exatamente 60 anos após a construção do edifício, o Voo 77 da American Airlines foi sequestrado por terroristas islâmicos e jogado contra o lado oeste do prédio, o que causou a morte de 189 pessoas (59 vítimas e os cinco extremistas a bordo do avião de passageiros, além de 125 vítimas no edifício). Foi o primeiro ataque estrangeiro significativo em instalações governamentais de Washington desde que a cidade foi incendiada pelo Império Britânico durante a Guerra Anglo-Americana de 1812.
O local foi designado, em 27 de julho de 1989, um edifício do Registro Nacional de Lugares Históricos bem como, em 5 de outubro de 1992, um Marco Histórico Nacional. Um pouco antes, em 18 de abril de 1989, foi incluído na lista do Registro de Marcos Históricos na Virgínia.

## História

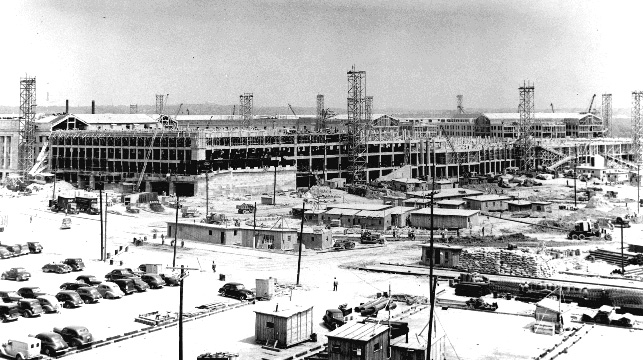
Construção do Pentágono no dia 1 de julho de 1942

O Pentágono foi inaugurado  em 15 de janeiro de 1943 e continua sendo um dos edifícios mais famosos do mundo. Sempre foi parte das forças armadas dos Estados Unidos desde sua construção durante a Segunda Guerra Mundial. Durante a primeira metade de 1941 o departamento de guerra encontrou cada vez mais dificuldade de fornecer um espaço para a equipe de funcionários das matrizes de seu exército em expansão. O presidente pediu para o Congresso construir edifícios adicionais. O chefe da construção, o brigadeiro general Brehon B. Somervell do departamento de guerra, teve uma ideia melhor, um esquema de abrigar todas as forças armadas (exército, marinha, aeronáutica, fuzileiros navais e guarda costeira) sob um telhado. Assim surgiu o conceito atual do Pentágono.

### 11 de setembro de 2001

O edifício em 14 de setembro de 2001.

Em 11 de setembro de 2001, no 60º aniversário do Pentágono, cinco sequestradores filiados à al-Qaeda assumiram o controle do Voo 77 da American Airlines, que ia do Aeroporto Internacional Washington Dulles ao Aeroporto Internacional de Los Angeles, e deliberadamente colidiram o Boeing 757 contra o lado ocidental do Pentágono às 9h37 EDT, como parte dos ataques de 11 de setembro. Todos os 59 civis e os 5 terroristas no avião morreram, assim como 70 civis e 55 militares que estavam no edifício. O impacto do avião danificou severamente a estrutura do edifício e causou um colapso parcial. Na época dos ataques, o Pentágono estava em reforma e muitos escritórios estavam desocupados, o que resultou em menos baixas. Além disso, a área atingida era a seção melhor preparada para um ataque, após uma reforma por conta do atentado de Oklahoma City, que tinha sido quase concluída.
Aos empreiteiros envolvidos com a renovação do prédio foi dada a tarefa adicional de reconstruir as seções danificadas nos ataques. Este projeto adicional foi nomeado o "Projeto Fênix". Os escritórios da seção danificada foram reocupados por 11 de setembro de 2002.
Quando a seção danificada do Pentágono foi reparada, um pequeno memorial e uma capela foram incluídos, localizados no ponto de impacto. Para o quinto aniversário dos ataques de 11 de setembro de 2001, um memorial de 184 feixes de luz no pátio central do Pentágono, uma luz para cada vítima do ataque, foi construído. Além disso, uma bandeira estadunidense é pendurada a cada ano no lado do Pentágono danificado pelos atentados e o lado do prédio é iluminado à noite com luzes azuis. Após os ataques, foram desenvolvidos planos para um memorial ao ar livre, com a construção em curso em 2006. Este Memorial do Pentágono consiste em um parque em 8,1 mil m², com 184 bancos, um dedicado a cada vítima. Os bancos estão alinhados ao longo da linha de Voo 77, de acordo com as idades das vítimas, de 3 a 71 anos. O parque foi aberto ao público em 11 de setembro de 2008.

## Estrutura

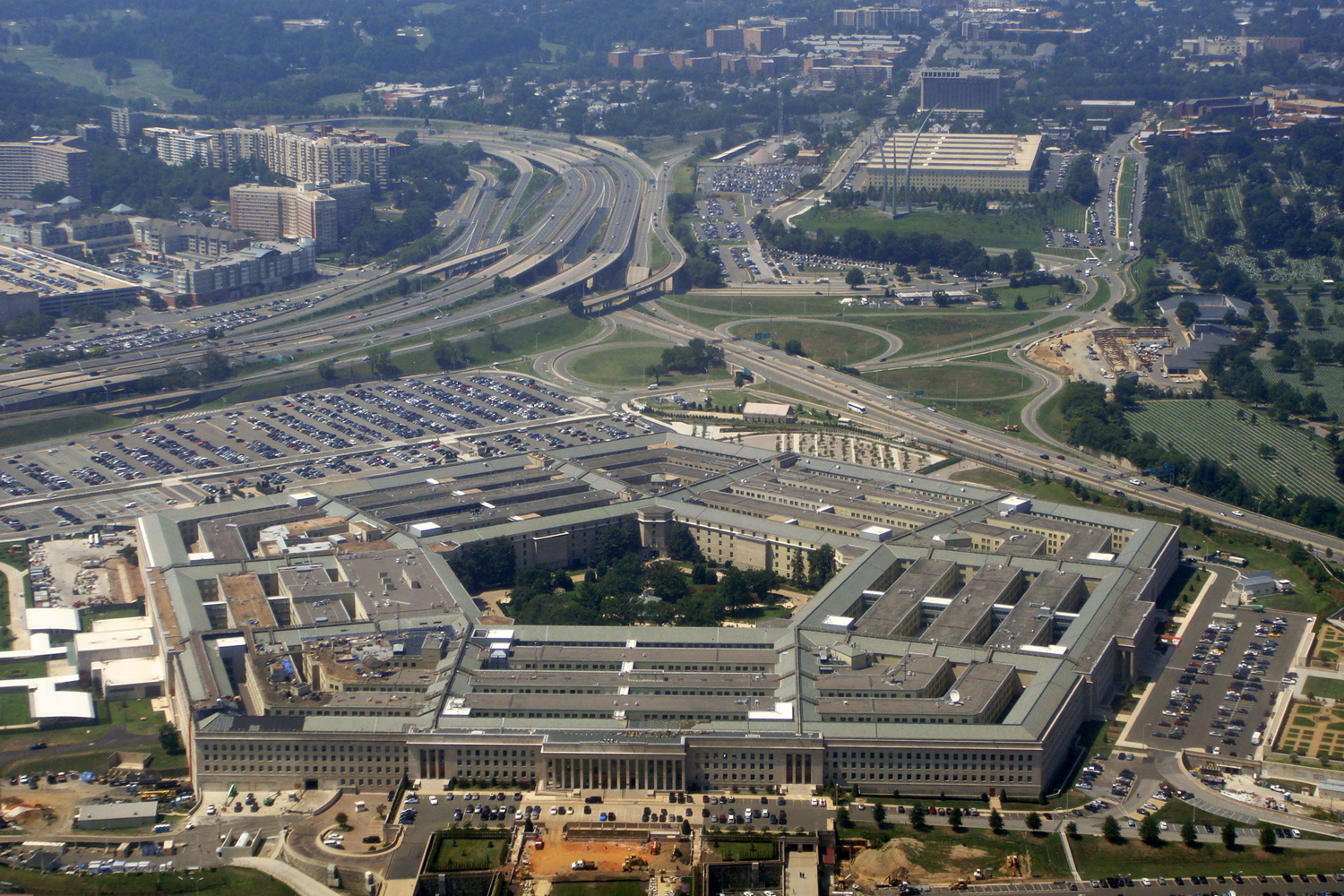
Fotografia aérea do edifício.

O edifício do Pentágono se estende por 116 mil m² e inclui um adicional de 21 mil m² de pátio central. O edifício tem forma de pentágono e é a fonte de renda de aproximadamente 23 mil agentes civis e militares, cerca de 3 mil deles são o pessoal de apoio, situado em Arlington, Virginia. Tem cinco andares e cada andar tem cinco corredores. O Pentágono é o maior edifício de escritórios do mundo reservado a inteligência estratégica e espionagem.
Construído nos primeiros dias de Julho de 1941, feito para abrigar todo o comando, inteligência e administração das Forças Armadas norte-americanas em um único local.

### Serviços
O Pentágono tem mais de 20 de suas próprias lojas de fast food, como Subway, McDonald's, Dunkin' Donuts, Panda Express, Starbucks e Sbarro, entre outros. Um restaurante misto da KFC, Pizza Hut e Taco Bell foi inaugurado em 2003, quando as reformas da praça de alimentação foram concluídas.
O Centro Atlético do Pentágono, um centro de fitness para civis e militares, foi aberto em 2004 no lado norte do edifício. Há um local para meditação e oração que foi inaugurado em 14 de dezembro de 1970 pelo Secretário de Defesa Melvin Laird. Em 11 de setembro de 2002, a Capela Memorial do Pentágono foi criada.
Em 1976, o Pentágono começou a oferecer visitas guiadas ao público em geral. As visitas foram suspensas depois dos ataques de 11 de setembro de 2001, mas voltaram a estar disponíveis desde que reservadas com 14 a 90 dias de antecedência.